# Александровское сельское поселение (Ейский район)
Алекса́ндровское се́льское поселе́ние — муниципальное образование в составе Ейского района Краснодарского края России. 
В рамках административно-территориального устройства Краснодарского края ему соответствует Александровский сельский округ.
Административный центр — село Александровка.

## Население
| 2010  | 2012  | 2013  | 2014  | 2015  | 2016  | 2017  |
| ----- | ----- | ----- | ----- | ----- | ----- | ----- |
| 5513  | ↘5491 | ↘5447 | ↘5429 | ↗5449 | ↘5445 | ↘5423 |
| 2018  | 2019  | 2020  | 2021  | 2023  |       |       |
| ↘5402 | ↗5433 | ↗5456 | ↗5495 | ↗5513 |       |       |

## Населённые пункты
В состав сельского поселения (сельского округа) входят 6 населённых пунктов:
| № | Населённый пункт | Тип населённого пункта | Население (чел.) |
| - | ---------------- | ---------------------- | ---------------- |
| 1 | Александровка    | село                   | ↘2331            |
| 2 | Зелёная Роща     | хутор                  | ↗390             |
| 3 | Садовый          | посёлок                | ↘755             |
| 4 | Степной          | посёлок                | ↘1736            |
| 5 | Яснопольский     | посёлок                | ↘254             |
| 6 | Рассвет          | хутор                  | ↘47              |